# Planetárium Praha
Planetárium Praha je vzdělávací a kulturní instituce v Praze, která slouží k popularizaci astronomie, přírodních věd a techniky. Nachází se v Královské oboře (Stromovce) v městské části Praha 7. Správu planetária zajišťuje příspěvková organizace Planetum – Hvězdárna a planetárium hl. m. Prahy zřizovaná hlavním městem Prahou.
Budova byla postavena podle návrhu architekta Jaroslava Fragnera a veřejnosti zpřístupněna 20. listopadu 1960. V letech 2023–2025 prošla rozsáhlou rekonstrukcí, během níž byla vybavena nejmodernější LED projekční kopulí v Evropě o průměru 22 metrů a novým digitálním systémem, který využívá technologie Digistar 7 a Unreal Engine. Planetárium dnes patří k technologicky nejvyspělejším zařízením svého druhu na světě.

## Historie
Na místě dnešního Planetária existoval poplužní dvůr (čp. 21), který byl nájemcem dvora Josefem Bukovským roku 1890 přeměněn na restauraci. V roce 1916 zde začal provozovat první podnik Jindřich Vaňha.
Impulzem ke vzniku planetária bylo představení Velkého Zeissova projekčního planetária (přístroj) firmou Carl Zeiss z Jeny na veletrhu v Lipsku v roce 1954. Tuto výstavu navštívili i bratislavský a pražský primátor Václav Vacek. Oba primátoři přímo na výstavě podepsali závaznou smlouvu na dodávku dvou přístrojů v hodnotě 10 milionů Kčs – pro Prahu a Bratislavu. Budovy pro přístroje neexistovaly, ale s jejich stavbou se počítalo. Zatímco v Praze se s výstavbou začalo v roce 1958, v Bratislavě k realizaci nedošlo.
Výstavba budovy pražského planetária byla zahájena v roce 1958 a autor projektu Jaroslav Fragner se nevyhnul některým atributům monumentálního stylu, známého jako sorela (římsy, vstupní portikus). Stavbu měla zdobit i mozaika, která se ale v době výstavby jevila poněkud anachronicky a nakonec provedena nebyla. Na rozdíl od bratislavského planetária byla pražská budova a na objednávku vyrobený přístroj Velkého Zeissova projekčního planetária zpřístupněny veřejnosti dne 20.11.1960.
Od roku 1960–1999 byl ředitelem pražského Planetária astronom a kartograf Antonín Rükl.
Firma Carl Zeiss z Jeny dodala do Československa oba přístroje, ale představitelé města Bratislavy budovu stavět ani nezačali a svůj přístroj nechali v bednách ve skladu na Žitném ostrově. Při povodni byly tyto bedny zaneseny bahnem. Týmy Antonína Rükla a firmy Carl Zeiss přijely a napravily vzniklé škody, ale Bratislava přístroj na bezpečnější místo nepřestěhovala a stavbu budovy znovu odložila. Když se situace s bahnem opakovala podruhé, přestalo se o bratislavském planetáriu mluvit. V roce 1979 bylo torzo bratislavského planetária součástí výstavy ve foyeru planetária pražského, kam bylo převedeno „na součástky“.
Součástí budovy planetária bylo v době jejího zřízení čtyřicetikilové Foucaultovo kyvadlo a telurium. Před budovou byl květinový záhon se slunečními hodinami, které vyprojektoval Pavel Příhoda, zaměstnanec a autor stejnojmenné knihy. Velké Zeissovo projekční planetárium sloužilo veřejnosti a školám v letech 1960–1991.
Do roku 1979 spadalo pražské planetárium pod Park kultury a oddechu Julia Fučíka; od roku 1979 je planetárium součástí příspěvkové organizace Hvězdárna a planetárium hlavního města Prahy. Kromě planetária patří do této organizace i Štefánikova hvězdárna na Petříně a Hvězdárna Ďáblice, které vystupují pod společnou značkou Planetum.

## Rekonstrukce 2023–2025
V letech 2023–2025 prošlo Planetárium Praha největší modernizací ve své historii. Rekonstrukce zahrnovala jak technické, tak stavební úpravy celé budovy. Součástí prací byla výměna původní projekční plochy kopule, modernizace jeviště a hlediště, odstranění teluria z foyer, změna výstavních prostor i zázemí personálu.
Celkové náklady na rekonstrukci dosáhly přibližně 300 milionů korun, z čehož samotná nová projekční technologie (LED kopule a výpočetní technika) stála okolo 180 milionů korun.
Při rekonstrukci byly modernizovány i podpůrné systémy budovy, včetně ventilace, ozvučení a osvětlení. Nový systém rekuperace tepla umožňuje efektivně využívat odpadní teplo generované LED technologií k vytápění prostor planetária, čímž přispívá k celkové energetické úspornosti budovy.
Do kupole se po rekonstrukci nově vejde 280 diváků, před rekonstrukcí to bylo 230.
Planetárium Praha bylo znovu otevřeno pro veřejnost 14. června 2025.

## Technické vybavení
Planetárium Praha prošlo od svého otevření v roce 1960 několika zásadními technologickými změnami, které reflektují vývoj v oblasti projekční techniky – od optomechanických přístrojů až po digitální systémy a LED kopuli.

### Optomechanické systémy

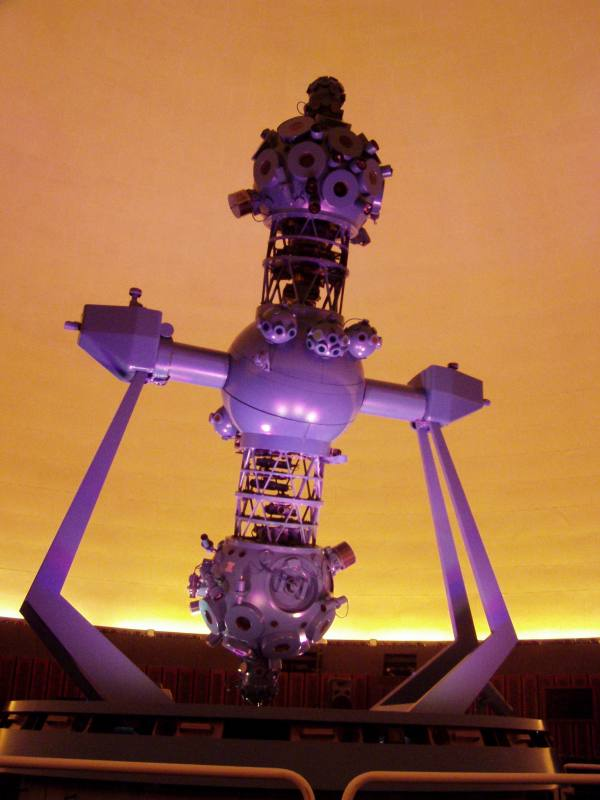
Projektor Cosmorama v roce 2006, ještě bez pohyblivých ramen

Při otevření planetária v roce 1960 byl použit přístroj Velkého Zeissova projekčního planetária od firmy Carl Zeiss Jena. Tento optomechanický systém promítal hvězdnou oblohu pomocí více než stovky projektorů zabudovaných do konstrukce tvaru koule. V roce 1991 jej nahradil modernější přístroj Cosmorama od firmy Carl Zeiss AG, který zůstal v sále až do roku 2023. Cosmorama byla využívána především pro specializované pořady a vzdělávací programy, v posledních letech však spíše plnila funkci historického artefaktu. Přístroj byl umístěn na pohyblivých ramenech, aby mohl být skryt a nestínil při modernějším digitálním promítání.

### Digitální systém SkySkan Definiti
V roce 2009 byl do sálu instalován digitální projekční systém SkySkan Definiti. Umožňoval promítání tzv. fulldome filmů – tedy celokopulových projekcí vytvářených digitálně. V roce 2014 byl systém modernizován na šest digitálních projektorů Sony SRX-T615, které dohromady vytvořily obraz v rozlišení až 8K. Tím se Planetárium Praha zařadilo mezi technologicky nejvyspělejší planetária v Evropě.

### LED kopule (od 2025)
V rámci rozsáhlé rekonstrukce budovy v letech 2023–2025 byla původní projekční plocha kopule o průměru 23,5 metru nahrazena moderním LED systémem o průměru 22 metrů. Nová kopule je tvořena více než 45 miliony mikro-LED diod a jedná se o první instalaci svého druhu v Evropě. Technologii dodala americká společnost Cosm.
Na rozdíl od tradičního systému s vícero projektory využívá LED kopule aktivní emisní plochu – obraz se nevytváří promítáním světla na povrch, ale vyzařuje přímo z něj. To umožňuje extrémně vysoký jas, hlubší kontrast, širší barevný rozsah a bezprecedentní plynulost obrazu baez viditelných spojů či deformací. Rozlišení přesahuje standardní 8K a umožňuje plnohodnotné zobrazení vědeckých simulací i filmových projekcí.
Řízení systému zajišťuje kombinace softwaru Digistar 7 a enginu Unreal Engine, což umožňuje nejen přehrávání předem připravených pořadů, ale i interaktivní vizualizace a živé astronomické simulace. Díky variabilnímu sálu je možné kromě astronomických pořadů pořádat i koncerty, filmové premiéry, přednášky nebo vizuálně působivé imerzivní instalace.

### Přehled projekčních systémů
| Typ systému      | Název                      | V provozu | Průměr kopule | Výška | Hmotnost | Počet promítaných hvězd | Počet projektorů        |
| ---------------- | -------------------------- | --------- | ------------- | ----- | -------- | ----------------------- | ----------------------- |
| Optomechanický   | Velké Zeissovo planetárium | 1960–1988 | 23,5 m        | 5 m   | 2000 kg  | 8917                    | 110                     |
| Optomechanický   | Cosmorama                  | 1991–2023 | 23,5 m        | 4,7 m | 2700 kg  | 9135                    | 232                     |
| Digitální        | SkySkan Definiti           | 2009–2023 | 23,5 m        | —     | —        | —                       | 6 (digitálních)         |
| LED (beamerless) | Cosm LED Dome              | 2025–     | 22 m          | —     | —        | —                       | Celoplošná LED projekce |

### Další prostory
Součástí budovy je také samostatný kinosál vybavený klasickým plátnem, směrovým ozvučením a digitální projekcí. Slouží pro doplňkový program mimo hlavní kopuli – například pro přednášky, školní pořady, filmové projekce či kulturní akce.
Kapacita kinosálu je 94 míst. Sál je vybaven systémem Digistar 3. Projekce probíhá na plátno o rozměrech 8 × 4 metry, se zvukovým systémem Digital Surround 5.1.